# Karl Ludwig Ferdinand Kerstan
Karl Ludwig Ferdinand Kerstan (* 22. Oktober 1847 in Prag, Böhmen; † 3. März 1922 in Mödling, Niederösterreich) war ein Maler und Schriftsteller.

## Leben
Karl Kerstan wurde als Sohn des aus Dresden stammenden Wilhelm Heinrich Ferdinand Kerstan und der aus Hanau geborenen Johanna Zeuner, in Prag geboren. Sein Vater war in erster Ehe verheiratet mit Christiane Friederike Richter die bereits 1841 in Prag verstarb. Die erste Ehe seines Vaters blieb kinderlos. Sein Vater verstarb 1849 und war Prokuraführer des Großhandlungshauses C.A. Fiedler in Prag. Seine Mutter Johannetta Johanna heiratete nach dem Tod ihres Mannes Wilhelm, 1851 den in Prag ansässigen Kaiserlichen Rath, Großkaufmann und Beisitzer des k. k. Handelsgerichtes Emanuel Broudré.
Emanuel Broudré ist ein Onkel des JUDr. Franz Max Broudre in Saaz, Böhmen. Kerstan´s Mutter verstarb 1868 in Saaz und wurde in der Familiengruft Broudre in Saaz beigesetzt.
Kerstan studierte in Wien.

## Privatleben
Aus der Ehe mit Berta C. Hoppe (* 1849 Prag) stammt ein Sohn Ludwig Karl Kerstan (* 1874 in Wien).
Karl L. F. Kerstan's Onkel und Taufzeuge war Carl Kerstan (1796–1879), Mitinhaber der Firma Krauss und Kerstan, Wiener Stadt, Neumarkt 1065 Zu den sieben Säulen. Kerstan ist ein Verwandter der Familie Mietsch verheiratet mit der Dresdner Kunst- und Glockengießerei Bierling in Dresden.
Kerstan's Ehefrau Berta ist die Tochter des Johann Christian Hoppe und der Maria Biedermann. Kerstan's Schwiegervater war Kauf- und Handelsmann, k.k. priv. Großhändler und Besitzer der Brauerei Schellenhof bei Wien. Berta's Mutter ist die Enkelin des Dr. med., k. k. Prüfungs-Kommissär, Dekan und Rektor der Universität in Wien, Alois Fiedler (1765–1840) der in zweiter Ehe (1806) mit Johanna Freiin von Pasqualati und Osterberg (1785–1860) verheiratet war.

## Werke
Ölgemälde Ein Araber in Meditation